# Salvatore Rumeo
Salvatore Rumeo (* 23. května 1966 Caltanissetta) je italský římskokatolický duchovní a biskup Nota.

## Život
Narodil se 23. května 1966 v Caltanissettě.
Vstoupil do kněžského semináře. Studoval na Teologickém institutu "Mons. G. Guttadauro" v rodném městě, Teologickém institutu svatého Tomáše v Messině a později na Papežské salesiánské univerzitě, kde získal doktorát z teologie. Dne 29. června 1990 byl biskupem Alfredem Maria Garsiou vysvěcen na kněze a inkardinován do diecéze Caltanissetta.
Působil v různých pastoračních službách o mládež. Stal se profesorem výše zmíněných teologických institutů a Papežské teologické fakulty v Palermu. Od roku 1995 vedl diecézní úřad pro pastoraci mládeže a od roku 2007 pro katechezi. Dne 22. prosince 2022 jej papež František jmenoval biskupem Nota. Biskupské svěcení přijal 18. března následujícího roku z rukou biskupa Maria Russotta a spolusvětiteli byli biskup Antonio Staglianò, arcibiskup Francesco Lomanto a biskup Giuseppe La Placa.